# 暗色錦蘚
暗色錦蘚（学名：Sematophyllum tristiculum）为錦蘚科錦蘚屬下的一个种。